# Membrana mitocondrial interna

Esquema composicional de una mitocondria típica

La membrana mitocondrial interna contiene aproximadamente 75 % de proteínas y 20% de cardiolipinas en peso seco. Es mucho más rica en proteínas que la membrana externa. La membrana externa de la mitocondria contiene porinas, que son proteínas que forman poros no específicos que permiten la entrada por libre difusión de moléculas mayores a 5 kD. A través de la membrana interna únicamente son permeables CO2, O2 y H2O, para permitir el paso de metabolitos como el ATP, ADP, piruvato, Ca2+ y fosfato; hay proteínas que controlan este transporte. Esta impermeabilidad controlada permite la generación de gradientes iónicos y da como resultado la compartamentalización de funciones metabólicas entre el citoplasma y la mitocondria.
- Datos: Q4896390